# Ойбонтовское сельское поселение
Се́льское поселе́ние «Ойбо́нтовское» (бур. Ойбонтын hомон) — муниципальное образование в Хоринском районе Бурятии Российской Федерации.
Административный центр — улус Тохорюкта.

## История
Статус и границы сельского поселения установлены Законом Республики Бурятия от 31 декабря 2004 года № 985-III «Об установлении границ, образовании и наделении статусом муниципальных образований в Республике Бурятия»

## Население
| 2011 | 2012 | 2013 | 2014 | 2015 | 2016 | 2017 |
| ---- | ---- | ---- | ---- | ---- | ---- | ---- |
| 249  | ↗257 | ↘253 | ↘250 | ↘237 | ↗247 | ↘243 |
| 2018 | 2019 | 2020 | 2021 | 2023 | 2024 |      |
| ↘238 | ↘225 | ↗229 | ↘223 | ↘220 | ↘213 |      |

## Состав сельского поселения
| № | Населённый пункт | Тип населённого пункта       | Население |
| - | ---------------- | ---------------------------- | --------- |
| 1 | Тохорюкта        | улус, административный центр | ↘213      |